# Johan Axel Hägerflycht
Johan Axel Hägerflycht, född den 24 augusti 1733 på Hultaby i Näsby socken, Jönköpings län, död den 20 maj 1805 i Lovisa, var en svensk militär. Han var bror till Johan Gustaf Hägerflycht och far till Carl Arvid Hägerflycht.

## Biografi
Hägerflycht blev volontär vid Livregementet till häst 1746, vicekorpral där 1747, kadett vid kadettkåren 1748, page vid hovet 1756, fänrik vid Upplands regemente samma år och vid livgardet 1758, löjtnant där 1764, major i armén 1772, stabskapten vid livgardet 1773, premiärkapten 1774 och överstelöjtnant i armén samma år. Han blev under pommerska kriget fången vid Anklams övergång, men kort därefter utväxlad. Hägerflycht blev överste och kommendant på Karlstens fästning 1775 och kommendant i Lovisa 1781. Han blev riddare av Svärdsorden 1772.